# Бестаев, Алимбег Борисович
Алимбе́г Бори́сович Беста́ев (осет. Бестауты Борисы фырт Алымбег; род. 15 августа 1936, Цхинвал, Южная Осетия —  умер 15 августа 1988, Москва) — советский борец вольного стиля, чемпион мира (1957) и СССР (1955), победитель первого розыгрыша кубка мира (1956), бронзовый призёр Летних Олимпийских игр в Мельбурне (1956). Заслуженный мастер спорта СССР по вольной борьбе (1968). Заслуженный тренер СССР.

## Биография
Родился 15 августа 1936 года в городе Цхинвал, Южной Осетии. В 1951 году в городе Цхинвал проходил чемпионат области по грузинской борьбе, тут и состоялся дебют Бестаева в официальных соревнованиях. В этом же году переехал в город Владикавказ. Учился в школе № 13 города Владикавказа. Стал чемпионом Северной Осетии по вольной и классической борьбе. В 1953 году на чемпионате РСФСР среди юношей становится чемпионом, а затем на чемпионате СССР. В 1954 году становится чемпионом СССР среди юношей и чемпионом РСФСР по взрослым. В 1955 году чемпион СССР. В 1956 году стал чемпионом Кубка мира в Стамбуле, выиграв все пять схваток на туше, потратив на них в общей сложности 20 минут, и получил приз лучшему борцу соревнований, учреждённый для наиболее результативного борца всех соревнований,  вне зависимости от стиля и весовой категории. Присутствовавшие на кубке спортивные обозреватели отметили, что Бестаев на тот момент по всей вероятности является сильнейшим борцом мира. В том же 1956 году стал серебряным призёром чемпионата СССР. В этом же году на Летних Олимпийских играх в Мельбурне стал бронзовым призёром. В 1957 году становится чемпионом мира. В 1959 году оканчивает Краснознаменный военный институт физической культуры и спорта в Ленинграде. В 1962 году становится вторым на чемпионате СССР. Победитель многих международных турниров. Работал тренером в Центральном совете Советской Армии. Работал тренером в спортивном комплексе «Трудовые резервы» (Москва).
Первый осетинский чемпион мира.
Похоронен в Москве на Домодедовском кладбище.

## Спортивные достижения
- Чемпион мира (1957)
- Обладатель Кубка мира в Стамбуле (1956)
- Бронзовый призёр Олимпийских Игр в Мельбурне (1956)
- Чемпион СССР (1955)
- Чемпион РСФСР (1954)